# Dictyna uzbekistanica
Dictyna uzbekistanica là một loài nhện trong họ Dictynidae.
Loài này thuộc chi Dictyna. Dictyna uzbekistanica được miêu tả năm 1946 bởi Charitonov.